# David Morse
David Morse (født 11. oktober 1953) er en amerikansk skuespiller. Han er blandt andet kendt for film som Den Grønne Mil og The Rock. Han er også kendt for at spille politibetjent i dramaserien House MD.